# Heiko Geiling

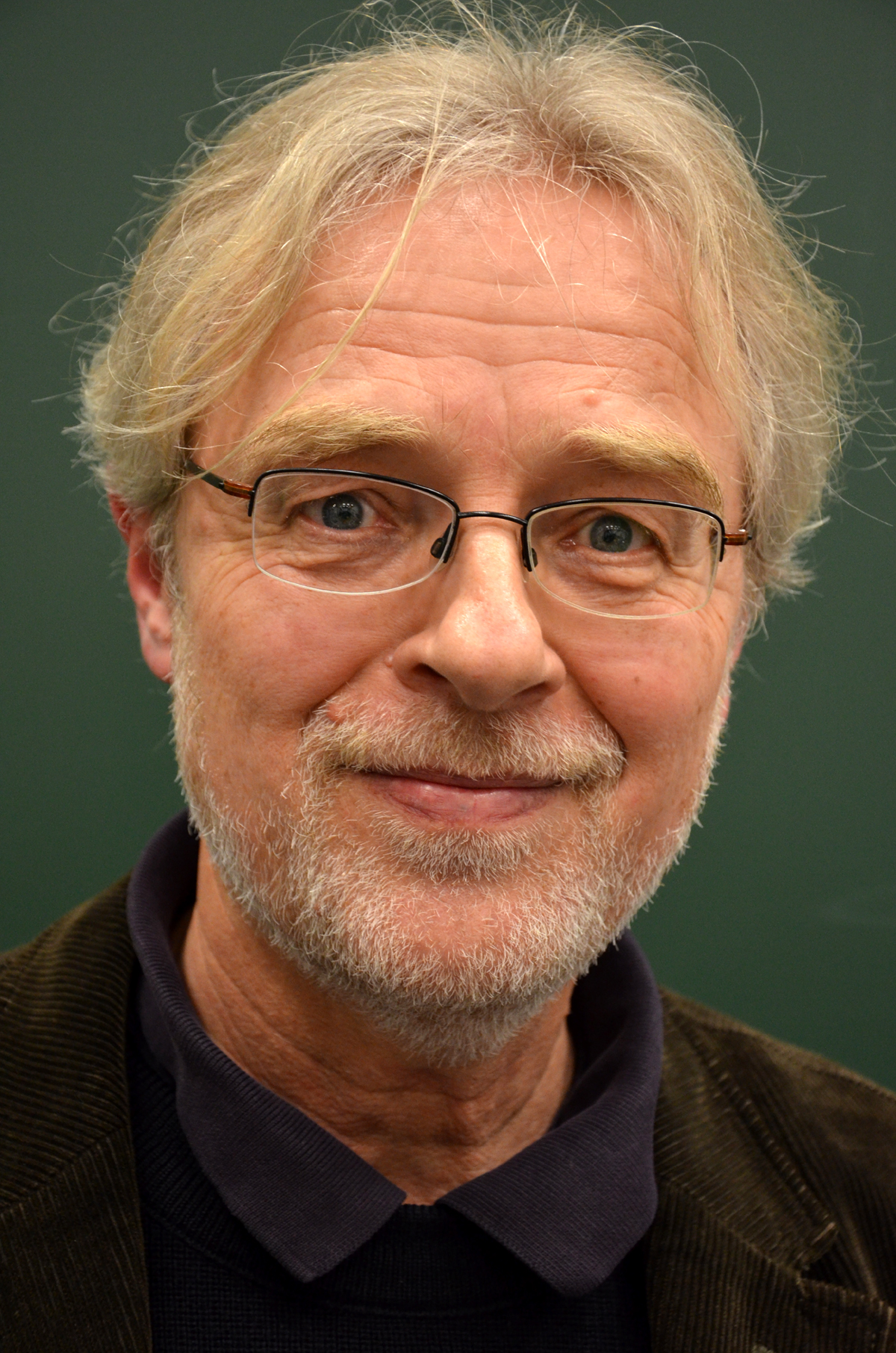
Heiko Geiling im Februar 2014

Heiko Geiling (* 1952 in Varel/Friesland) ist ein deutscher Politologe am Institut für Politische Wissenschaft der Gottfried Wilhelm Leibniz Universität Hannover. In Forschung und Lehre warf Geiling stets „einen genauen Blick auf gesellschaftliche Gewinner und Verlierer. Themenschwerpunkte des Politikwissenschaftlers sind Macht und Armut, Parteien und Gewerkschaften, soziale Bewegungen und die Stadtgesellschaft.“ Geiling promovierte zur Arbeiterbewegung in Hannover und Linden im 19. Jahrhundert, habilitierte über die „Jugendbewegung und Protestszene im Hannover der sechziger bis neunziger Jahre“ und war Mitherausgeber des von Langzeitarbeitslosen auf der Straße verkauften Asphalt-Magazins.

## Leben

### Werdegang
Heiko Geiling ging mit seinen Eltern im Alter von 5 Jahren nach Hannover und lebt seitdem dort.
1974 begann er sein Lehramtsstudium an der Universität Hannover, wo er 1979 sein 1., 1981 sein 2. Staatsexamen ablegte als Assessor des Lehramtes für Deutsch und Politik. Im selben Jahr erhielt er ein Promotions-Stipendium der Hans-Böckler-Stiftung, durch das er 1984 an der Fakultät für Geistes- und Sozialwissenschaften seine Dissertation schreiben konnte zum Thema Die Entstehung der Hannoverschen Arbeiterbewegung aus der moralischen Ökonomie der arbeitenden und armen Volksklassen. Im Folgejahr erhielt er von der Universität Hannover einen Lehrauftrag am Institut für Politische Wissenschaft und arbeitete parallel als Forschungsassistent bei Oskar Negt am Institut für Soziologie, für das Geiling 1985 einen weiteren Lehrauftrag erhielt. Im selben Jahr veröffentlichte er in den Hannoverschen Geschichtsblättern seinen ersten Beitrag über die hannoversche „Verarbeitung der politischen Niederlage von 1848“ durch die historische Zeitschrift Deutsche Arbeiterhalle und seinen Herausgeber, den „Pionier der Arbeiterbewegung“ Ludwig Stechan.
1988 wurde Heiko Geiling am Institut für Politische Wissenschaft in Hannover geschäftsführender Projektleiter des wissenschaftlich durch die Professoren Michael Vester und Peter von Oertzen geleiteten Projektes „Soziale Milieus im gesellschaftlichen Strukturwandel“. Ab 1990 übernahm Heiko Geiling die zuvor von Michael Vester innegehabte Professorenstelle für die Wissenschaft von der Politik (bis 1997).
Nachdem Geiling 1993 Mitglied des Hattinger Kreises geworden war, einer Arbeitsgruppe von Vertrauensdozenten der Hans-Böckler-Stiftung, übernahm er ab 1995 bis 2000 das Amt des Sprechers des Arbeitskreises „Soziale Bewegungen“ der Deutschen Vereinigung für Politische Wissenschaft (DVPW). Unterdessen veröffentlichte Geiling 1995 seine Habilitationsschrift Von der Bewegung zum sozialen Milieu. Protest und Reform in einer Grossstadtgesellschaft am Beispiel Hannovers.
1997 bis 2002 war Heiko Geiling stellvertretender Direktor der Arbeitsgruppe Interdisziplinäre Sozialstrukturforschung (agis) an der Fakultät für Geistes- und Sozialwissenschaften der Universität Hannover und dort wissenschaftlicher Leiter der in der agis angesiedelten Forschungsstelle „Probleme sozialer Integration“. In dieser Zeit entstand beispielsweise sein Beitrag Ein Stadtteil zwischen Integration und Segregation – Hannover-Vahrenheide als Fallbeispiel.
Nachdem Heiko Geiling 1998 zunächst noch eine außerplanmäßige Professur für Politische Wissenschaft der Universität Hannover angenommen hatte und im Jahr 2000 Vertrauensdozent der Hans-Böckler-Stiftung geworden war, arbeitet er seit 2002 als wissenschaftlicher Angestellter am Institut für Politische Wissenschaft der Universität Hannover.
Nachdem Geiling mehrfach an dem von Walter Lampe, dem ehemaligen Alleinherausgeber des Straßenmagazins Asphalt, ins Leben gerufenen „Jour fixe“ zu sozialen Problemen in der niedersächsischen Landeshauptstadt teilgenommen hatte, war er von Anfang 2012 bis Ende 2018 Mitherausgeber des Magazins im Team mit der Schauspielerin und Fernsehjournalistin Hanna Legatis und dem Pastor und Geschäftsführer des Diakonischen Werkes Stadtverband Hannover (DW) Rainer Müller-Brandes.
In jüngerer Zeit thematisierten Geilings Schriften beispielsweise die „Krise der SPD“, die Migration und Teilhabe von Spätaussiedlern und türkeistämmigen Deutschen oder die Akteure der IG Metall auf lokaler Ebene. Einige seiner Schriften hat Geiling als PDF-Dokument zum unentgeltlichen Herunterladen zur Verfügung gestellt.

### Sonstiges
Heiko Geiling hat mit seiner Frau Barbara zwei Kinder.

## Schriften (Auswahl)
- Heiko Geiling: Die moralische Ökonomie des frühen Proletariats. Die Entstehung der Hannoverschen Arbeiterbewegung aus den arbeitenden und armen Volksklassen bis 1875 (= Moralische Ökonomie, Heft 2), Erstausgabe, zugleich 1984 Dissertation an der Universität Hannover unter dem Titel Die Entstehung der Hannoverschen Arbeiterbewegung aus der moralischen Ökonomie der arbeitenden und armen Volksklassen, Frankfurt [am Main]: Materialis-Verlag, 1985 ISBN 3-88535-101-3.
- Heiko Geiling, Dagmar Müller: Qualitative Inhaltsanalysen von Dokumenten der Alltagskultur (=  	Forschungsprojekt Sozialstrukturwandel und neue soziale Milieus. Arbeitsheft, Nr. 2), Teil 1, hrsg. vom Institut für Politische Wissenschaft, Universität Hannover, Hannover (1990).
- Heiko Geiling: Zwischen Integration und Ausgrenzung. Zur Dynamik von Klassenlagen und Konfliktlinien im gesellschaftlichen Strukturwandel (= Arbeiterfragen, Heft [19]94,4), Herzogenrath: Oswald-von-Nell-Breuning-Haus, Wissenschaftliche Arbeitsstelle [1994].
- Heiko Geiling: Von der Bewegung zum sozialen Milieu. Protest und Reform in einer Grossstadtgesellschaft am Beispiel Hannovers, Habilitations-Schrift 1995 an der Universität Hannover, 1994.
- Heiko Geiling: Das andere Hannover. Jugendkultur zwischen Rebellion und Integration in der Grossstadt, Hannover: Offizin-Verlag, 1996, ISBN 3-930345-06-4.
- Heiko Geiling (Hrsg.): Integration und Ausgrenzung. Hannoversche Forschungen zum gesellschaftlichen Strukturwandel (= Veröffentlichungen des Forschungsverbundes Interdisziplinäre Sozialstrukturforschung (FIS) der Universitäten Hannover und Oldenburg, Bd. 1), Erstausgabe, Hannover: Offizin, 1997, ISBN 3-930345-10-2.
- Heiko Geiling: Ein Stadtteil zwischen Integration und Segregation – Hannover-Vahrenheide als Fallbeispiel. In: Neues Archiv für Niedersachsen. Zeitschrift für Landesforschung, Heft 2/2002, S. 67–79.
- Heiko Geiling (Hrsg.): Probleme sozialer Integration : agis-Forschungen zum gesellschaftlichen Strukturwandel (= Soziale Milieus im gesellschaftlichen Strukturwandel, Bd. 1), Münster; Hamburg; London: Lit, 2003, ISBN 3-8258-6255-0, Inhaltsverzeichnis.
- Heiko Geiling (Hrsg.): Soziale Integration als Herausforderung für kommunale und regionale Akteure (= Stadt und Region als Handlungsfeld, hrsg. vom Kompetenzzentrum für Raumforschung und Regionalentwicklung in der Region Hannover, Bd. 4), Frankfurt am Main; Berlin; Bern; Bruxelles; New York; Oxford; Wien: Peter Lang, Europäischer Verlag der Wissenschaften, 2005, ISBN 3-631-54449-9; Inhaltsverzeichnis.
- Heiko Geiling: Zur politischen Soziologie der Stadt. Stadt- und Stadtteilanalysen in Hannover (= Soziale Milieus im gesellschaftlichen Strukturwandel, Bd. 2), Hamburg; Münster: Lit, 2006, ISBN 3-8258-6254-2; Inhaltsverzeichnis.
- Heiko Geiling (Hrsg.): Die Krise der SPD. Autoritäre oder partizipatorische Demokratie (= Soziale Milieus im gesellschaftlichen Strukturwandel, Bd. 5), Berlin; Münster: Lit, 2009, ISBN 978-3-643-10134-1, Inhaltsverzeichnis und Verlagsmeldung.
- Heiko Geiling, Daniel Gardemin, Stephan Meise, Andrea König (Hrsg.): Migration, Teilhabe, Milieus. Spätaussiedler und türkeistämmige Deutsche im sozialen Raum, 1. Auflage, Wiesbaden: VS-Verlag, 2011, ISBN 978-3-531-18146-2 und ISBN 3-531-18146-7; Inhaltsverzeichnis.
  - download Teil 1 und Teil 2.
- Heiko Geiling, Dennis Eversberg, Stephan Meise: Die IG Metall lokal. Akteure in gewerkschaftlichen Handlungsfeldern (= Edition der Hans-Böckler-Stiftung, Heft 266), Düsseldorf: Hans-Böckler-Stiftung, ISBN 978-3-86593-162-7; Inhaltsverzeichnis.